# Sispony
Sispony (prononcé en catalan : /sisˈpoɲ/) est un village d'Andorre situé dans la paroisse de La Massana, qui comptait 872 habitants en 2017.

## Toponymie
L'existence du village de Sispony est attestée pour la première fois dans un document écrit en 1162 sous la forme Sespon/Sespoin.  Les formes toponymiques anciennes Saspon, Sesponh, Sasponya et Sespony sont également retrouvées. Jean-François Bladé mentionne aussi les formes Suspony et Susbony. 
Le linguiste Joan Coromines, avait initialement fait dériver Sispony de espona (« terrain en pente ») et expliquait le « S » initial par l'agglutination de l'article latin ipse,,. Cette agglutination, constitue une forme particulière de l'article en catalan appelée article salat, répandue au Moyen Âge mais qui n'a perduré ultérieurement que dans la forme dialectale baléare,. Au contraire de la Catalogne voisine, l'usage de cet article salat dans la composition de toponymes est un phénomène rare en Andorre, que l'on retrouve cependant dans quelques toponymes (pic de Setut par exemple). Dans Estudis de toponímia catalana (1970), Coromines abandonne cette hypothèse qu'il juge trop hypothétique et forcée. Dans Onomasticon Cataloniae, il propose cette fois une origine pré-romane bascoïde construite sur l'anthroponyme Seniponnis auquel il attribue le sens de « bon fils ».

## Géographie

### Localisation
Le village de Sispony est situé au sud du bourg de La Massana sur un contrefort dominant la rive droite de la Valira del Nord. Au sud-ouest s'ouvre une étroite vallée orientée vers l'ouest aboutissant aux Cortals de Sispony, point de départ possible pour des randonnées. Le GRP, sentier de grande randonnée formant une boucle s'étendant sur environ 120 km, passe d'ailleurs par le village de Sispony.
Le village est desservi par la route CS-320 qui le relie à la route CG-3. Sispony se trouve ainsi à seulement 5 km de la capitale Andorre-la-Vieille.

### Climat
| Mois                              | jan. | fév. | mars | avril | mai  | juin | jui. | août | sep. | oct. | nov. | déc. | année |
| --------------------------------- | ---- | ---- | ---- | ----- | ---- | ---- | ---- | ---- | ---- | ---- | ---- | ---- | ----- |
| Température minimale moyenne (°C) | −2,4 | −2,3 | −0,3 | 1,6   | 5,3  | 9,1  | 11,5 | 11,3 | 8,3  | 5    | 0,9  | −1,5 | 3,9   |
| Température moyenne (°C)          | 1,9  | 2,7  | 5,4  | 6,9   | 10,7 | 14,9 | 17,9 | 17,6 | 14,1 | 10   | 5,3  | 2,6  | 9,2   |
| Température maximale moyenne (°C) | 6,3  | 7,9  | 11   | 12,3  | 16,3 | 20,7 | 24,7 | 24,3 | 20,3 | 15,3 | 9,9  | 6,8  | 14,7  |
| Précipitations (mm)               | 57,9 | 32,1 | 44,3 | 78,7  | 97,9 | 88,9 | 65,6 | 83,6 | 85,5 | 82,3 | 87,3 | 69,1 | 873,1 |

## Patrimoine
- La maison Rull (Casa Rull) a été construite au XVIIe siècle et transformée en musée. Elle représente un exemple typique d'habitation de propriétaires terriens dans l'Andorre du XIXe siècle[13]. Sispony compte quelques autres exemples d'habitations traditionnelles[14].
- L’église Saint-Jean de Sispony (Esglesia Sant Joan de Sispony) est une église d'origine romane documentée dès le XIIIe siècle mais intégralement modifiée au cours des époques avec un aspect actuel datant du XVIIe siècle[3].
- Le refuge Cortals de Sispony est une borda rénovée pouvant accueillir 50 personnes et utilisée comme point de départ pour des excursions par les randonneurs[15].

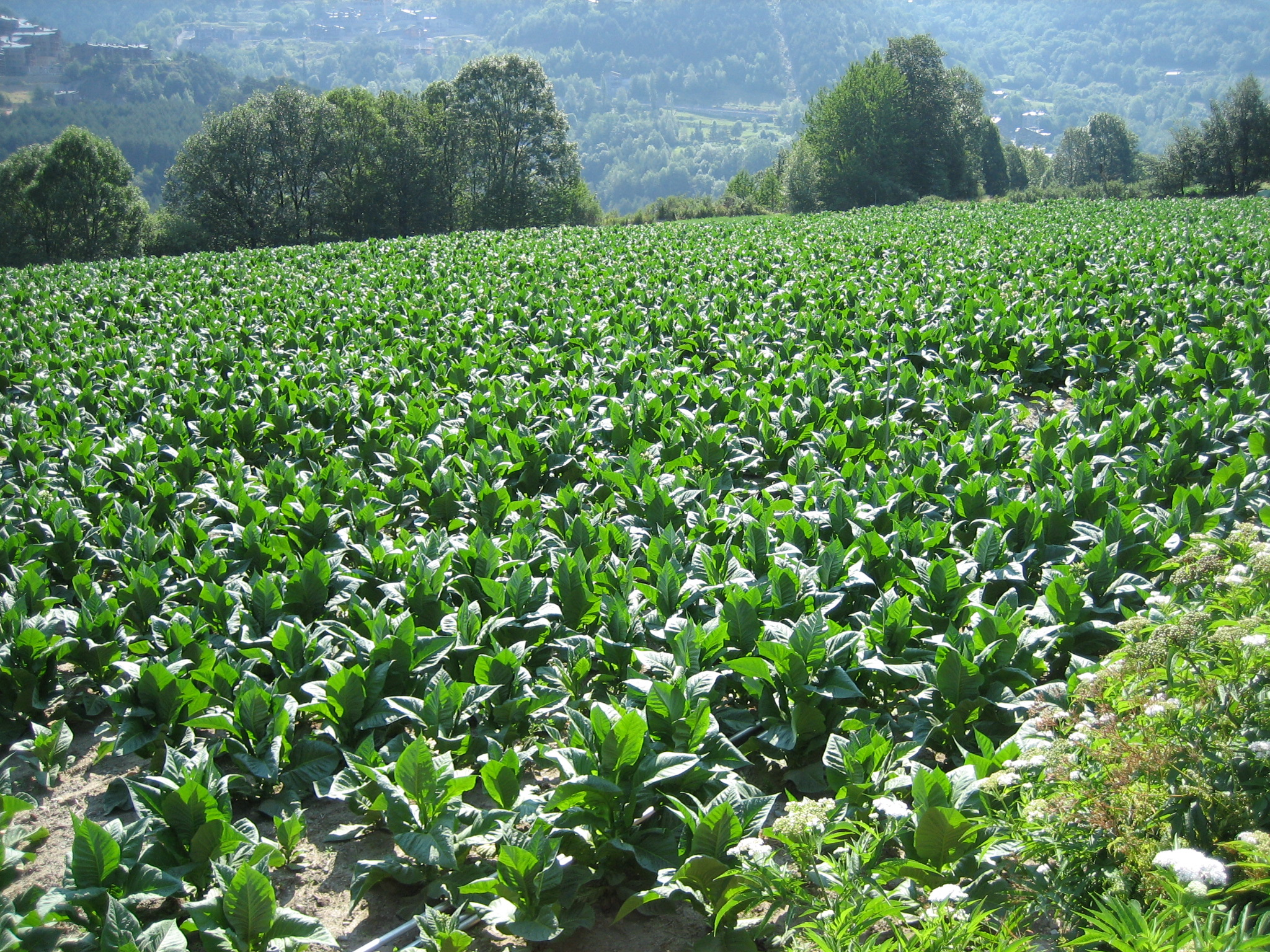
Champ de tabac près de Sispony.
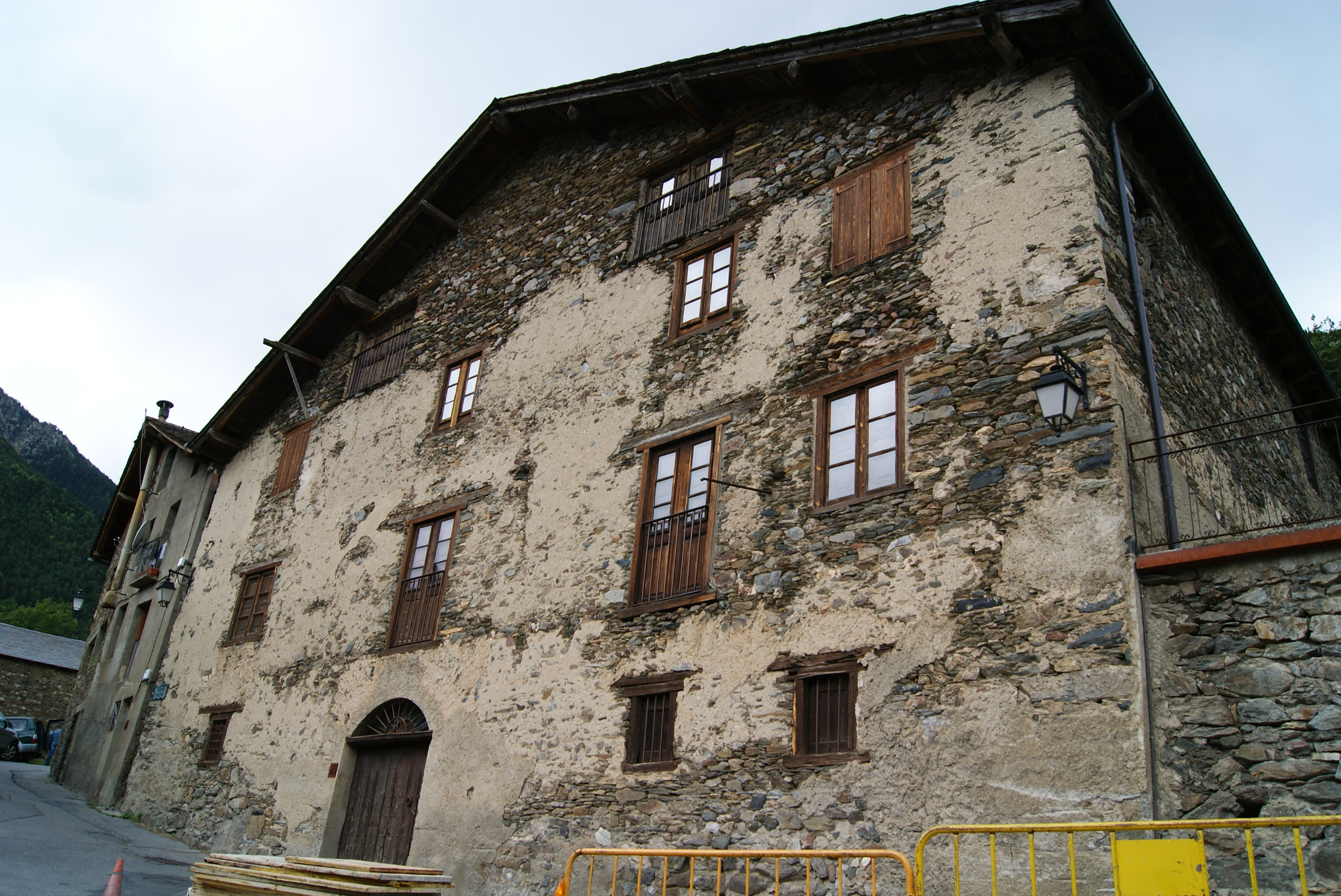
Casa Rull.
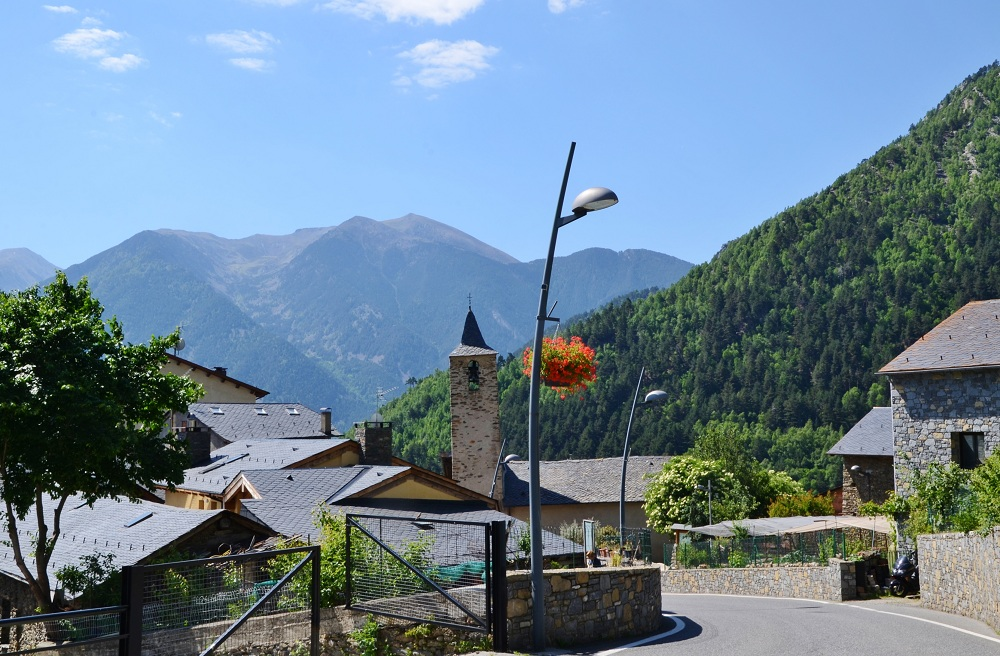
Église Saint-Jean de Sispony.

## Démographie
La population de Sispony était estimée en 1838 à 140 habitants et à 160 habitants en 1875.

### Époque contemporaine
| 1984 | 1985 | 1986 | 1987 | 1988 | 1989 | 1990 | 1991 | 1992 |
| ---- | ---- | ---- | ---- | ---- | ---- | ---- | ---- | ---- |
| 245  | 252  | 274  | 305  | 340  | 370  | 403  | 443  | 483  |

| 1993 | 1994 | 1995 | 1996 | 1997 | 1998 | 1999 | 2000 | 2001 |
| ---- | ---- | ---- | ---- | ---- | ---- | ---- | ---- | ---- |
| 509  | 515  | 532  | 532  | 576  | 610  | 653  | 668  | 687  |

| 2002 | 2003 | 2004 | 2005 | 2006 | 2007 | 2008  | 2009  | 2010  |
| ---- | ---- | ---- | ---- | ---- | ---- | ----- | ----- | ----- |
| 761  | 825  | 888  | 922  | 951  | 968  | 1 002 | 1 016 | 1 037 |

| 2011  | 2012  | 2013  | 2014  | 2015 | 2016 | 2017 | - | - |
| ----- | ----- | ----- | ----- | ---- | ---- | ---- | - | - |
| 1 018 | 1 045 | 1 060 | 1 049 | 886  | 879  | 872  | - | - |